# Takuma Nakahira
Pour les articles homonymes, voir Takuma.
Takuma Nakahira (中平 卓馬, Nakahira Takuma), né le 6 juillet 1938, et mort le 1er septembre 2015 est un photographe et critique photographique japonais.

## Biographie
Né à Tokyo, Nakahira fréquente l'université de Tokyo des études étrangères dont il est diplômé d'espagnol en 1963. Après ses études, il commence à travailler comme rédacteur à la revue d'art Vue contemporaine (Gendai no me), période durant laquelle il publie ses travaux sous le pseudonyme d'Akira Yuzuki (柚木明). Deux ans plus tard, il quitte le magazine afin de poursuivre sa carrière en tant que photographe et devient proche ami de Shōmei Tōmatsu, Shūji Terayama et Daidō Moriyama. En 1968, le groupe qui comprend Nakahira, Yutaka Takanashi, Takahiko Okada et Kōji Taki publient le magazine Provoke. L'année suivante, Provoke cesse de paraître et en 1971, Nakahira expose ses œuvres à la 7e biennale de Paris.
Le premier album de photographies publié par Nakahira, For a Language to Come (Kitarubeki kotoba no tame ni) est décrit comme « un chef-d'œuvre du réductionnisme ». Dans ses publications à partir de 1970, Nakahira travaille dans le style are, bure, boke (« granuleux, flou et sans mise au point ») de Daido Moriyama. En 1973, il publie Pourquoi un dictionnaire botanique illustré (Naze, shokubutsu zukan ka), où il s'éloigne du style are, bure, boke et s'oriente vers un type de photographie de catalogue, dénudée de la sentimentalité de la photographie à main levée, photographie ressemblant aux illustrations d'ouvrages de référence.
En 1990, Nakahira est lauréat du Prix de la Société de photographie en compagnie de Seiichi Furuya et Nobuyoshi Araki.
Il meurt le 1er septembre 2015 à l'hôpital de Yokohama d'une pneumonie sévère à l'âge de 77 ans.

## Ouvrages

### Albums
- For a Language to Come, Fūdosha, 1970
- Why an Illustrated Botanical Dictionary, Shōbunsha, 1973
- Adieu à X (AX), Kawade Shobō Shinsha, 1989
- 日本の写真家36 中平卓馬, Iwanami Shoten, 1999
- The Japanese Box - Fac-similé de six publications photographiques rares de l'ère Provoke, Edition 7L / Steidl, 2001
- 都市 風景 図鑑, Getsuyōsha, 2011
- Takuma Nakahira Documentary, Akio Nagasawa Publishing, 2011

### Essais
- Has Photography Been Able to Provoke Language?, Rebellion Against the Landscape: Fire at the Limits of my Perpetual Gazing..., Look at the City or, the Look from the City, Franz K. Prichard (trad.), dans For a Language to Come,Tokyo, Osiris, 2010

## Expositions
- 2024 : Burn—Overflow, une rétrospective majeure de l'œuvre du photographe avant-gardiste japonais, Musée national d'Art moderne, Tokyo, du 6 février au 7 avril 2024 [3],[4]

## Crédit d'auteurs
- (en) Cet article est partiellement ou en totalité issu de l’article de Wikipédia en anglais intitulé « Takuma Nakahira » (voir la liste des auteurs).